# Ладейко, Александр Михайлович
Александр Михайлович Ладейко (укр. Олександр Михайлович Ладейко; 26 декабря 1970) — украинский футболист. Позже — тренер.

## Биография
В сезоне 1993/94 выступал в любительском чемпионате Украины за «Холодную Балку» из Макеевки. Летом 1994 года стал игроком макеевского «Бажановца», который вышел в Первую лигу. Спустя год команда стала именоваться «Шахтёр». Во втором по силе украинском дивизионе провёл более ста матчей. В сезоне 1998/99 команда покинула профессиональный футбол, а Ладейко ушёл из команды в середине турнира. Позже, в течение трёх лет выступал за «Машиностроитель» из Дружковки, который играл во Второй лиге. Вместе с командой дважды доходил до 1/16 финала Кубка Украины, а также до полуфинала Кубка Второй лиги.
С 2002 года работает детским тренером в академии донецкого «Шахтёра». Являлся наставником детей 1988 года рождения, вместе с командой стал победителем детско-юношеской футбольной лиги Украины 2004 года. Затем, тренировал детей 1992 года рождения, приводил команду к победе на турнире памяти Виктора Банникова. Одним из его воспитанников были Александр Караваев и Сергей Болбат.
В 2007 году вместе с ветеранской командой «Шахтёра» стал победителем Суперкубка Украины. В ноябре 2008 года проходил стажировку в академии английского «Манчестер Юнайтед». В 2011 году получил диплом УЕФА категории «В». Будучи тренером команды шестнадцатилетних футболистов 1996 года рождения становился победителем ДЮФЛ 2012 года и международного юношеского турнира. Среди его воспитанников были Владлен Юрченко и Виктор Коваленко.
В 2013 году впервые стал главным тренером команды до 14 лет. Привёл команду к победе в чемпионате Украины и турнире памяти Геннадия Жиздика.

## Статистика
| Сезон   | Клуб                        | Лига        | Чемпионат | Чемпионат | Кубок | Кубок |
| Сезон   | Клуб                        | Лига        | Игры      | Голы      | Игры  | Голы  |
| ------- | --------------------------- | ----------- | --------- | --------- | ----- | ----- |
| 1994/95 | Шахтёр (Макеевка)           | Первая лига | 35        | 0         | 2     | 0     |
| 1995/96 | Шахтёр (Макеевка)           | Первая лига | 21        | 4         |       |       |
| 1996/97 | Шахтёр (Макеевка)           | Первая лига | 32        | 4         | 1     | 0     |
| 1997/98 | Шахтёр (Макеевка)           | Первая лига | 27        | 3         |       |       |
| 1998/99 | Шахтёр (Макеевка)           | Первая лига | 15        | 0         | 2     | 0     |
| 1999/00 | Машиностроитель (Дружковка) | Вторая лига | 23        | 0         |       |       |
| 2000/01 | Машиностроитель (Дружковка) | Вторая лига | 29        | 0         | 1     | 0     |
| 2001/02 | Машиностроитель (Дружковка) | Вторая лига | 34        | 0         | 4     | 0     |